# Даугавпилсский многофункциональный спортивный комплекс

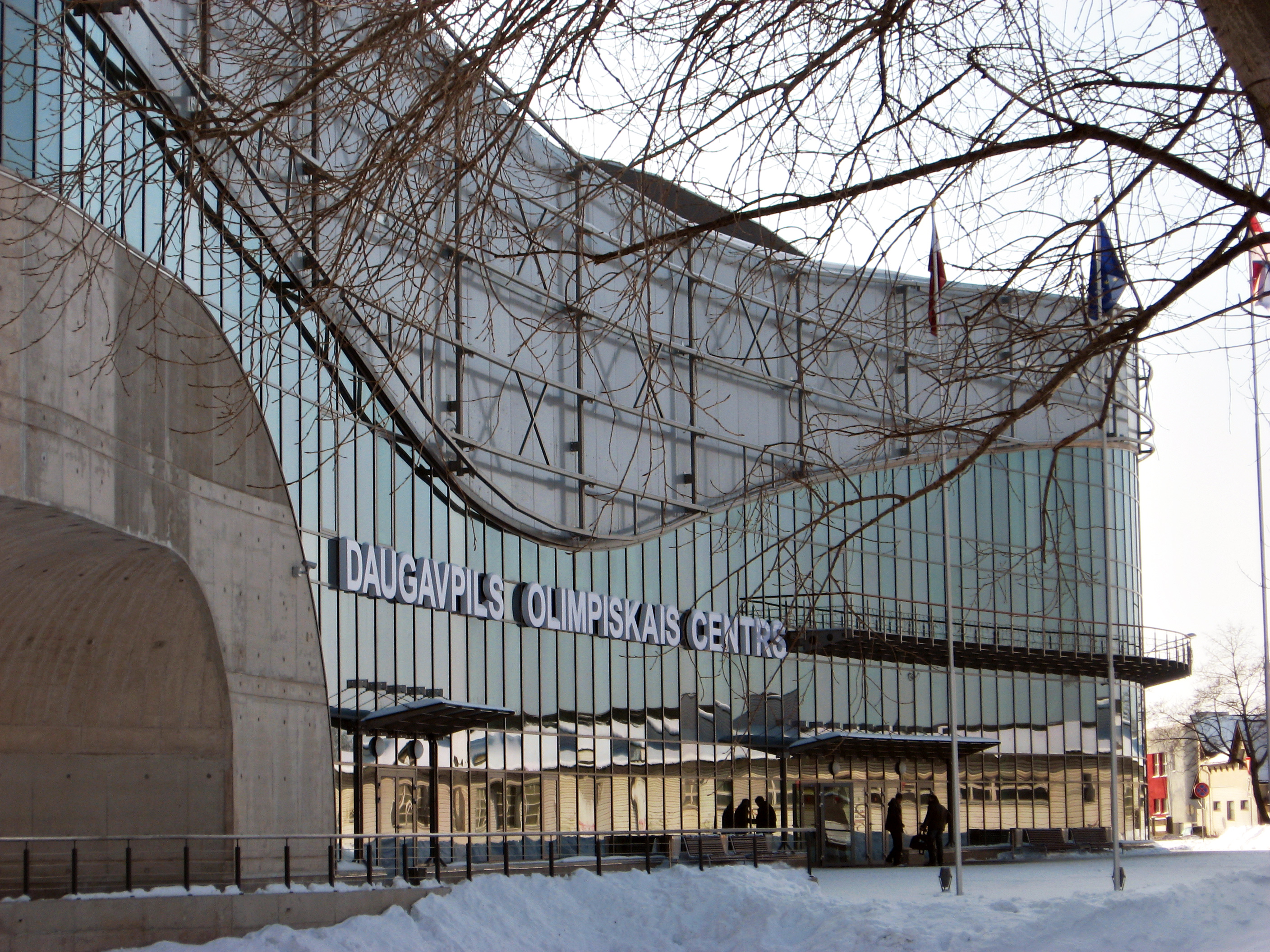
Фасад комплекса

Даугавпилсский многофункциональный спортивный комплекс (латыш. Daugavpils daudzfunkcionālais sporta komplekss) или Мультихалле (Multihalle) — многофункциональный спортивный комплекс в городе Даугавпилсе (Латвия), в районе Эспланада, принадлежащий Даугавпилсскому олимпийскому центру. Строился в 2008—2009 годах и начал работу 1 ноября 2009 года.

## Строительство

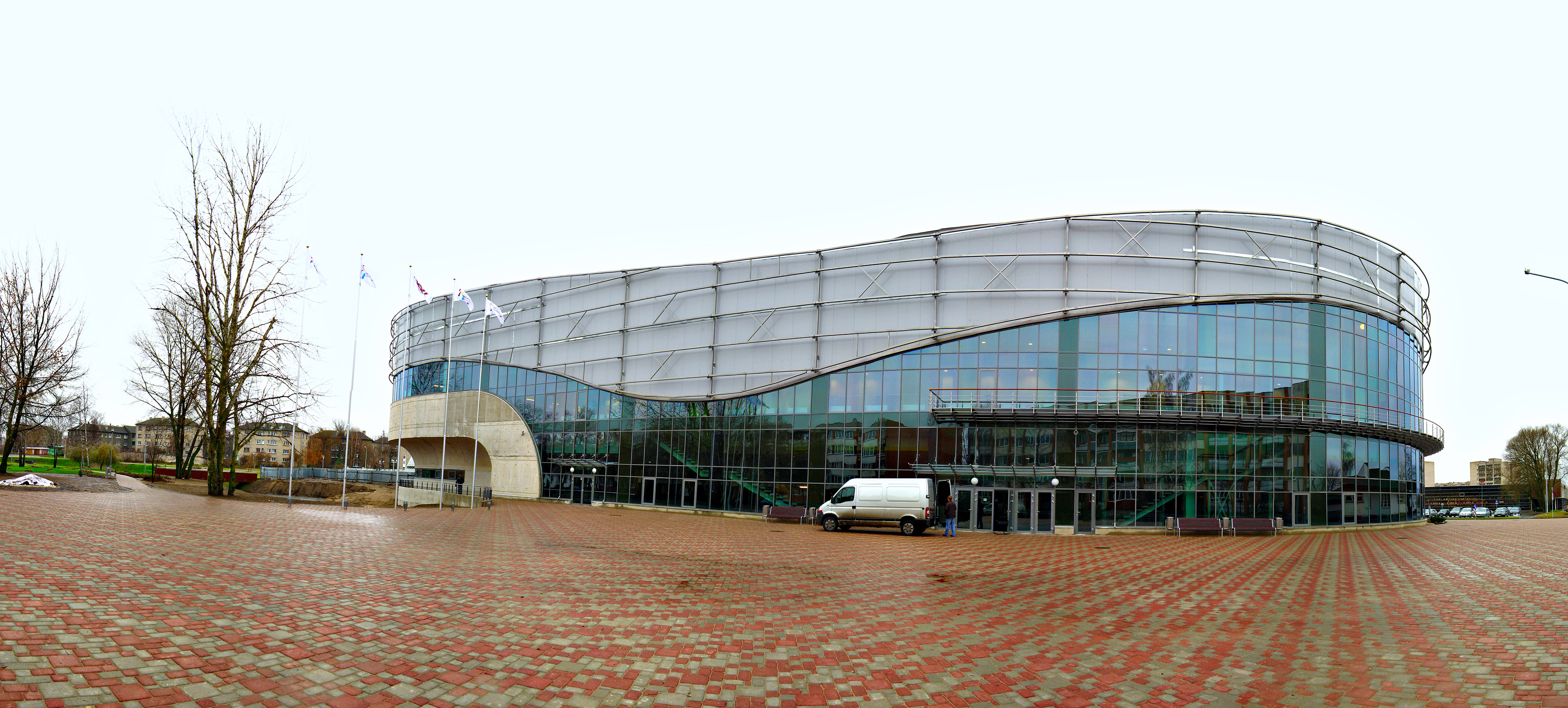
Общий вид комплекса

Предложение построить в городе новый многофункциональный комплекс существовало давно. Местом под строительство был выбран участок возле стадиона «Эспланада». На первом этаже «Мультихалле» расположится многофункциональный спортзал площадью 2900 м² — многофункциональный потому, что его очень быстро можно преобразовать в три зала и благодаря этому одновременно проводить тренировки или соревнования по волейболу, баскетболу и теннису. Для зрителей предусмотрены 1000 стационарных мест и еще 350 телескопических, (выдвижных). На первом этаже разместится и фехтовальный зал площадью 483 м² с 10 дорожками. Это будет крупнейший зал в Прибалтике. Кроме того, там будет тренажерный зал (325 м²) и зал аэробики (350 м²). Кроме этого планируются кабинеты спортивной медицины (250 м²), административный блок (100 м²), кафе.
На втором этаже будут расположены два бассейна — один на 25 метров с 6-ю дорожками, второй — 12-метровый, который можно использовать для отдыха. Там же будут джакузи и две бани — финская и турецкая.
- Начало строительства: январь 2008 года
- Окончание строительства: 2010 год. Первая очередь объекта сдана в эксплуатацию 29 октября 2009 года.[1]
- Размещается в углу улиц Спорта и Балву.

По состоянию на 20 апреля 2009 года построено 70 % комплекса.
7 июля 2009 года новый председатель думы Рихард Эйгим посетил стройку по причине переноса срока пуска на 30 октября 2009 года с 1 сентября

## Интересные факты
- Первая смета строительства 7,5 млн лат, позднее вторая смета строительства составила 17,5 млн лат. Долевое участие Магистрата(Думы) и государства (в лице Латвийского олимпийского комитета). Есть подозрения (пример Южного моста в Риге — Госконтроль сообщил о нецелевой растрате 27 млн лат.) роста сметы для «откатов» за строительство.
- В ходе строительства в апреле 2008 года на строительной площадке в 10.40 был поврежден, без взрыва газа, рижской строительной фирмой магистральный газопровод Латвияс газе, проходящий через зону стройки, пробит забиваемой сваей. Отключили почти 40 предприятий (крупнейшее из них Латгалес пиенсаймниекс) и почти 4 тысяч квартир горожан, к вечеру авария газопровода была устранена и возобновлена подача газа.
- В официальной церемонии открытия участвовал Президент ЛР Валдис Затлерс, находившийся с визитом в Даугавпилсе 14 ноября 2009 года, начало церемонии в 16 часов.